# Harald Szeemann
Harald Szeemann (Berna, 11 de junio de 1933 - Locarno, 18 de febrero de 2005) fue un curador, artista e historiador del arte suizo. Fue curador de más de 200 exposiciones, muchas de las cuales han sido consideradas como innovadoras, se dice que Szeemann ayudó a redefinir el papel de un curador de arte. Se estima que Szeemann elevó la curaduría a una forma de arte legítima en sí misma.

## Biografía

### Primeros años y educación
Szeemann nació en Berna, Suiza, el 11 de junio de 1933. Estudió historia del arte, arqueología y periodismo en Berna y en la Universidad Sorbona de París entre 1953 y 1960, y entre 1956 y 1958 comenzó a trabajar como actor, escenógrafo y pintor, y produjo numerosos espectáculos unipersonales. 

### Vida personal
En 1958 se casó con Francoise Bonnefoy y en 1959 nació su hijo Jerome Patrice. En 1964 nació su hija Valerie Claude. Se casó dos veces, la segunda vez con la artista Ingeborg Lüscher. Su hija es Una Szeemann. Szeemann fue hospitalizado por cáncer de pleura en Locarno, Suiza; y murió en 2005 a la edad de 71 años en la región Cantón del Tesino.

## Carrera curatorial
Szeemann comenzó a organizar exposiciones en Suiza en 1957 y en 1961 fue nombrado director de la Kunsthalle de Berna a la edad de 28 años. A pesar de ser una institución considerada un tanto "provincial" en ese momento, Szeemann logró abrir una nueva exposición cada mes, a menudo con artistas jóvenes y prometedores.
Allí organizó en 1963 una exposición de obras de "enfermos mentales" de la colección del historiador de arte y psiquiatra Hans Prinzhorn, y en 1968 les dio a Christo y Jeanne-Claude la primera oportunidad de envolver un edificio entero: la misma Kunsthalle. La Kunsthalle de Berna es también el lugar donde Szeemann montó su "radical" exposición histórica de 1969 "Live in Your Head: When Attitudes Become Form", la cual incluía obras de artistas como Eva Hesse y Gary Kuehn, lo que causó tal reacción que provocó su renuncia como director de la institución.
Durante décadas, Szeemann trabajó en un estudio, al que llamaba "Fabbrica Rosa" o "Fábrica Rosa", en el pueblo suizo de Maggia, donde concibió exposiciones internacionales y experimentó con prácticas museológicas tradicionales. Después de dejar la Kunsthalle fundó el "Museo de las Obsesiones" y la Agentur für Geistige Gastarbeit ("Agencia para el Trabajo Espiritual de los Migrantes"). En 1972 fue el director artístico más joven de la Documenta 5 en Kassel. Revolucionó el concepto de la exposición: concebido como un evento de cien días, invitó a los artistas a presentar no sólo pinturas y esculturas, sino también performances y “happenings”, además de fotografías. La muestra contó con varias secciones denominadas “Artist's Museum” o “Individual Mythologies”. En una entrevista en junio de 2001, explicó: "Todas las Documentas anteriores siguieron la vieja dialéctica tesis/antítesis: constructivismo/surrealismo, pop/minimalismo, realismo/concepto. Por eso inventé el término 'mitologías individuales': no un estilo, sino un derecho humano. Un artista puede ser un pintor geométrico o un artista gestual; cada uno puede vivir su propia mitología. El estilo ya no es la cuestión importante". Los artistas de Individual Mythologies son, entre otros, Armand Schulthess, Jürgen Brodwolf, Michael Buthe, James Lee Byars, el músico La Monte Young, Etienne Martin, Panamarenko, Paul Thek, Marian Zazeela, Horst Gläsker o Heather Sheehan.
Para la Bienal de Venecia de 1980, él y Achille Bonito Oliva cocrearon el "Aperto", una nueva sección en la Bienal para artistas jóvenes. Posteriormente fue seleccionado como director de la Bienal en1999 y 2001. Esto lo convirtió en el primero en comisariar tanto la Documenta como la Bienal. Hasta 2014 era el único comisario que ostentaba esta distinción, que desde la Bienal de Venecia de 2015 compartió con Okwui Enwezor.
De 1981 a 1991, Szeemann fue "curador independiente permanente" en el Kunsthaus Zürich. Durante este tiempo, también fue curador para otras instituciones, incluida la Deichtorhallen Hamburg, para su exposición inaugural "Einleuchten: Will, Vorstel Und Simul In HH". En 1982 encargó una reconstrucción tridimensional del Hannover Merzbau de Kurt Schwitters (fotografiado en 1933) para la exposición "Der Hang zum Gesamtkunstwerk" en Zurich al año siguiente. Fue construido por el escenógrafo suizo Peter Bissegger y ahora se exhibe permanentemente en el Museo Sprengel de Hannover.
En 2003, Harald Szeemann fue el curador de la muestra The Real Royal Trip / El real viaje Real, que tuvo lugar en el Moma PS1 en Nueva York y posteriormente en el Patio Herreriano de Valladolid. La exposición tomaba como referencia el cuarto viaje a América de Cristobal Colón. En su larga lista de artistas invitados se incluyeron artistas como Antoni Abad, Tania Bruguera, Cristina García Rodero, Fernando Sánchez Castillo, Santiago Sierra o Eulalia Valldosera. Fueron muchas las voces que criticaron esta muestra, entendida más como una operación político-diplomática cuyos intereses enlazaban más con los estratégicos y empresariales que con el rigor en arte.

## Primeras exposiciones
1957
- 03.08 – 20.10
  - Kunstmuseum St. Gallen
  - Malende Dichter – Dichtende Maler
- 24.09 – 27.09
  - Kleintheater Kramgasse 6, Bern
  - Hugo Ball (1886–1927): Manusckripte, Photographien, Bücher
- (Bern – Zürich: 4.11.1957)
- Club Bel Etage, Zürich

1961
- 08.07 -03.09
  - Kunsthalle de Berna
  - Otto Tschumi
- (Berna – Glaris)
- Kunsthaus de Glaris
- 02.09 – 24. 09
  - Städtische Galerie de Biel
  - Buri, Gürtler, Iseli, Luginbühl, Meister, Spescha, Schaffner
- 09.09 -15.10
  - Kunsthalle de Berna
  - Hans Aeschbacher: Esculturas y Zeichnungen
- 21.10 – 26.11
  - Kunsthalle de Berna
  - Prähistorisch Felsbilder der Sahara: Expedición Henri Lhote im Gebiet Tassili-n-Ajjer

1962
- 17.02-11.03
  - Kunsthalle, Bern
  - Puppen-Marionetten-Schattenspiel: Asiatica und Experimente
- 17.03-23.04
  - Kunsthalle, Bern
  - Charles Lapicque
- (Bern-München-Grenoble-Le Havre)
- Städtisch Galeri im Lenbachhau, München/ Musée de Peinture et de Sculpture, Grenoble/Maison de la Culture, Le Havre
- 28.04-27.05
  - Kunsthalle, Bern
  - Lenz Klotz, Friedrich Kuhn, Bruno Müller, Matias Spescha
- 02.06-01.07
  - Kunsthalle, Bern
  - Walter Kurt Wiemken
- (Bern – St Gallen)
- Kunstmuseum St Gallen
- 07.07-02.09
  - Kunsthalle, Bern
  - Francis Picabia (1879–1953): Werke von 1909 bis 1924
- (Marseille-Bern)
  - 4 Amerikaner: Jasper Johns, Alfred Leslie, Robert Raushenber,
  - Richard Stankiewicz
- (Stockholm-Amsterdam-Bern)
- Moderna Museet, Stockholm/Stedelijk Museum, Amsterdam
- 13.10-25.11
  - Städtische Galerie, Biel
  - Harry Kramer: Automobile Skulpturen-Marionetten-Filme
- 20.10-25.11
  - Kunsthalle, Bern
  - Kunst aus Tibet

1963
- 16.02-24.03
  - Kunsthalle, Bern
  - Auguste Herbin (1882–1960)
- (Bern-Amsterdam)
- Stedlijk Museum, Amsterdam
- 20.04-19.05
  - Städtische Galerie, Biel
  - Englebert van Anderlecht, Bram Bogart
- (Bern-Bruxelles)
- Palais des Beaux-Arts, Bruxelles
- 04.05-03.06
  - Kunsthalle, Bern
  - Alan Davie
- (Baden-Baden – Bern – Darmstadt – London – Amsterdam)
- Staatliche Kunsthalle, Baden-Baden
  - Piotr Kowalski
- 12.07-18.08
  - Kunsthalle, Bern
  - William Scott
- (Bern-Belfast)
- Ulster Museum, Belfast
  - Victor Pasmore
- 18.08-15.09
  - Städtische Galerie, Biel
  - Heinz-Peter Kohler, Gregory Masurovsky
- 24.08-15.09
  - Kunsthalle, Bern
  - Bildnerei der Geisteskranken-Art Brut- Insania pingens
- 21.09-27.10
  - Kunsthalle, Bern
  - Louis Moillet
- 02.11-01.12
  - Kunsthalle, Bern
  - Etienne-Martin
- (Bern-Amsterdam – Eindhoven)
- Stedelijk Museum, Amsterdam/Stedelijk van Abbemuseum, Eindhoven[22]

## Grandes exposiciones
- Live in your Head: When Attitudes Become Forma (1969)[23]
- Happening and Fluxus(1970)
- Documenta 5 (1972)[12]
- Der Hang zum Gesamtkunstwerk (1983)

## Live in Your Head: When Attitudes Become Form
Live In Your Head: When Attitudes Become Form (1969) fue una muestra de arte emblemática para los artistas posminimalistas de Estados Unidos, realizada en la Kunsthalle de Berna.
Tras la inauguración de la exposición 12 Environments en el verano de 1968, que incluía obras de Andy Warhol, Martial Raysse, Soto, Jean Schnyder, Kowalski y Christo, se le pidió a Harald Szeemann que hiciera su propia exhibición. Representantes de Philip Morris, American Tobacco Company, y Rudder and Finn, firma de relaciones públicas, visitaron a Szemmann en Berna para contratarlo para un proyecto, considerando sus conocimientos y capacidad. Este proyecto requeriría una financiación muy alta, con el beneficio adicional de colaborar con el Museo Stedelijk (patrocinado por Holland American Line) y se le ofrecía una completa libertad artística.
Esta era una oportunidad completamente nueva para Szeemann, por lo que aceptó la propuesta y el patrocinio. El proyecto fue concebido inicialmente cuando Szeemann, junto con el director del Museo Stedelijk de Wilde, viajó por Suiza y Holanda para seleccionar obras de artistas jóvenes para exposiciones nacionales. Cuando visitó el estudio del pintor holandés Reinier Lucassen, Szeemann quedó inmediatamente impresionado por el trabajo del asistente del pintor, Jan Dibbets. Jan saludó a Szeemann desde detrás de dos mesas; una de las cuales tenía luz de neón saliendo de la superficie y la otra estaba cubierta de césped regado. A partir de esta experiencia, Szeemann se sintió inspirado para centrar la exposición planteada en comportamientos y gestos.
Poco después de su concepción, el espectáculo se desarrolló rápidamente. Un diario publicado de Attitudes detalla viajes, visitas a estudios e instalaciones. La muestra se convirtió en un diálogo sobre cómo las obras podían asumir una forma material o permanecer inmateriales, documentando un concepto revelador importante en la historia del arte. Esta muestra fue un momento de intensidad y libertad en el que una obra podía ser producida o imaginada, según lo que señala Lawrence Weiner. 69 artistas, europeos y americanos, estuvieron en contro de la Kunsthalle. Por ejemplo, Robert Barry irradió el techo; Richard Long hizo un paseo por las montañas; Mario Merz hizo uno de sus primeros iglúes; Michael Heizer “abrió” la acera; Walter de Maria produjo su pieza del teléfono; Richard Serra mostró esculturas de plomo, la pieza del cinturón y la pieza de la salpicadura; Weiner extrajo un metro cuadrado de la pared; Joseph Beuys hizo una escultura de grasa. La Kunsthalle de Berna se convirtió en un laboratorio para la exposición del «caos organizado».
Después de When Attitudes Become Form y de la exposición que le siguió, Friends and their Friends, se desató un escándalo en Berna. Se decía que Szeemann estaba mostrando obras de arte contrarias a las opiniones de los críticos y del público. Finalmente, el gobierno de la ciudad y el parlamento se involucraron en el asunto. Se decidió que la dirección de Szeemann era "destructiva para la humanidad". Además, el comité de exposición, compuesto en gran parte por artistas locales, decidió que dictaría la programación y rechazó los espectáculos propuestos por Szeeman que habían acordado previamente, incluido una exposición en solitario de Beuys. Posteriormente, Szeemann, cansado de esta guerra abierta, decidió dimitir y convertirse en curador independiente y operar bajo su recién fundada, llamada Agency for Spiritual Guest Work (Agencia para el Trabajo Espiritual de Huéspedes).

## 1997: Bienal de Lyon L'autre (el Otro)
El Museo de Arte Contemporáneo de la ciudad de Lyon, codirigido por Thierry Raspail y Thierry Prat, organiza desde 1991 una exposición de arte bienal que, en general, ha atraído poca atención del público internacional. Cada bienal tiene un tema específico y un curador invitado que determina los componentes y características de la exposición. El elegido para la Cuarta Bienal, en 1997, fue Harald Szeemann. El tema elegido por los codirectores para la exposición se deriva del término postestructuralista L'autre (el otro). Esta exposición fue realizada en el L'Halle Tony Garnier, a las afueras de Lyon. La estructura del lugar, de la década de 1920, es un ejemplo de la ingeniería extraordinaria de la época. La gran escala del espacio lo hizo adecuado para mostrar obras de gran formato como las de Richard Serra o Serge Spitzer, que de otro modo quedarían excluidas de este tipo de exposiciones en espacios convencionales.
La elección de Szeemann fue ecléctica, pero se centró constantemente en el tema de las mitologías personales de los artistas contemporáneos. Se expusieron esculturas de gran formato de artistas como Bruce Nauman, Louise Bourgeois, Joseph Beuys, Richard Serra, Chris Burden, Jessica Stockholder, Hanne Darboven y Ute Schroder, las cuales fueron vistas en relación con instalaciones de video de Gary Hill, Mariko Mori, Zhang Peili, Paul McCarthy e Igor y Svetlana Kopystiansky. También hubo piezas "físicas/efímeras" de artistas más jóvenes, como Jason Rhoades y Richard Jackson, y las famosas ratas negras a gran escala de Katharina Fritsch, que se exhibieron anteriormente en el Dia Center for the Arts de Nueva York.
Szeemann incluyó una sección histórica con autorretratos en bronce del artista del siglo XVIII Franz Xaver Messerschmidt, una figura ancestral del arte escénico contemporáneo. Szeemann montó las cabezas de bronce en una disposición circular, afirmando así su relación con obras colocadas muy cerca unas de otras de los accionistas vieneses de la década de 1960. Alrededor de los autorretratos de Messerschmidt había fotografías, dibujos y reliquias de estos artistas austriacos: Rudolf Schwarzkogler, Hermann Nitsch, Otto Muhl, Günther Brus y Arnulf Rainer. Otra parte de la sección "histórica" fue una entrada en el catálogo de la exposición del historiador de arte y curador francés Jean Clair.
Un idea que Szeemann tenía para L'Autre era posicionar a los artistas del final del modernismo dentro del contexto de un "mito autohistorizador". La diversidad de obras escogidas para la Cuarta Bienal reflejó el borde constante de lo que fue el modernismo, también lo que se percibe en sus límites.

## Director de artes visuales de la Bienal de Venecia de 1999 y 2001
Szeemann fue nombrado director de artes visuales de la Bienal de Venecia en un momento en que el evento ya no era una empresa estatal sino que se había convertido en una fundación. De esta forma, la representación se ha reducido de quince a cinco personas: una en representación de la ciudad, otra de la región, otra de la provincia, otra del Gobierno Nacional y por último un tercero no afiliado.
Paolo Baratta nombró directores para las diferentes secciones de cine, arquitectura, teatro, música, danza y también artes visuales, área designada para Harald Szeemann. Szeemann fue nombrado Director de Artes Visuales, sucediendo a su predecesor Jean Clair, con sólo cinco meses para preparar la Bienal de Venecia de 1999, pero con la expectativa de que también dirigiría la siguiente muestra en 2001. Una condición de este nombramiento fue que podría traer a su propia gente y tener más flexibilidad con la estructura de la Bienal. Además del equipo habitual que utilizaba para la instalación, trajo consigo a Agnes Kohlmeyer para ayudar con el espectáculo y a Cecilia Liveriero para trabajar en el catálogo. Szeemann era responsable de organizar la exposición internacional en los Giardini y Arsenale, de dar recomendaciones para las exposiciones posteriores, de contribuciones fuera de los pabellones y en la ciudad, de mantener el contacto con los comisionados de los pabellones nacionales, y similares.
Tomando como ejemplo las dos últimas Bienales, bajo las direcciones de Jean Clair y Germano Celant, Szeemann determinó que las exposiciones internacionales y los pabellones nacionales debían estar dedicados a artistas jóvenes y así lo comunicó a todos los países participantes. Como resultado de los sistemas de selección de muchos países, esta noticia llegó tarde, pero para algunos esto no fue un problema. Szeemann decidió que la exposición internacional y Aperto, creada por Szeemann en 1980, se fusionarían y los artistas ya no estarían divididos por edad. También se hizo hincapié en la representación de artistas mujeres y sus contribuciones para cuestionar sus roles pasados, con representantes como Rosemarie Trockel de Alemania y Ann Hamilton de los Estados Unidos. Entre las contribuciones de Szeemann a la bienal se encuentran cambiar la estructura interna de la Bienal, romper las divisiones y ampliar el espacio.
Szeemann estaba preocupado en gran medida por la estructura tradicional de la Bienal y creía que el tratamiento de los artistas durante la instalación necesitaba mejoras. Otro resultado de la aceptación de Szeemann fue una representación justa de los artistas italianos. El Pabellón Italiano, una serie de salas que exhibían arte italiano, se mantuvo en un gueto y fue inadecuado en comparación con otros pabellones nacionales. Otra preocupación era la desintegración de la Unión Soviética y la historia de conflictos en Yugoslavia que había creado muchos problemas; Macedonia renunció a su participación y Yugoslavia era una incógnita, además del creciente número de países que exigían una presencia en la Bienal.

## Otros proyectos
Jurado de premios de arte
- 2000: Premio de Arte Chino Contemporáneo[24]
- 2002: Premio Walters[25]
- 2002: Premio Vincent[26]

Membresías y juntas directivas
- 1961-2005: Collège de 'Pataphysique' (grupo de artistas)
- 1967-? : Miembro fundador de la Asociación Internacional de Curadores de Arte Contemporáneo (IKT)[27]
- 1996: Szeemann jugó un papel clave en la formación de la facultad de arquitectura de la Università della Svizzera italiana, la primera universidad de la Suiza italiana, durante los primeros seis años después de su fundación.[cita requerida]
- 1997-2005: Departamento de Artes Visuales, Akademie der Künste, Berlín, Alemania[28]

## Premios recibidos
1998: Premio a la Excelencia Curatorial, Centro de Estudios Curatoriales, Bard College
2000: Premio Max Beckmann 
2005: Das Glas der Vernunft 
2005: Recibe el "León de Oro Especial" en la Bienal de Venecia

## Archivo y biblioteca
A lo largo de su vida, Szeemann recopiló toda la documentación relacionada con su obra y su vida. El resultado final fue su archivo personal, compuesto por libros sobre arte, artistas, teoría del arte, exposiciones, curaduría y similares. También incluía todo lo que actuaba como correspondencia: cartas y mensajes que se intercambiaban con artistas, curadores, patrocinadores y cualquier otra parte interesada relevante. Este archivo también incluía artículos relacionados con registros formales, documentación o anotaciones que se habían recopilado durante los diversos esfuerzos de Szeemann. Todo lo que tuviera alguna relación con sus diversos proyectos profesionales y planes curatoriales había sido recopilado, documentado y curado.
Harald Szeemann murió en 2005, dejando su vasta colección a un beneficiario desconocido, hasta que, en junio de 2011, el Getty Research Institute hizo pública la compra del Archivo y Biblioteca Harald Szeemann, probablemente una de las colecciones de investigación más importantes de arte occidental, moderno y contemporáneo. Szeemann se había dedicado a su archivo y biblioteca y, como resultado, contiene miles de documentos relacionados con su práctica como historiador de arte, crítico de arte y curador que continúan estudiándose hoy en día. En ese momento, fue la mayor adquisición en la historia del Getty Research Institute.
Esta colección contiene más de 1.000 cajas de investigación. Está estructurada de la siguiente forma:
- Correspondencia con artistas individuales, tales como: Bruce Nauman, Richard Serra, Cy Twombly y Christo y Jeanne-Claude.
- La parte de la biblioteca consta de aproximadamente 28.000 volúmenes.
- El archivo también incluye alrededor de 36.000 fotografías y dibujos, así como otros materiales que Szeemann reunió a través de la organización y exhibición de más de 200 exposiciones.

La colección está abierta a los investigadores y hay una guía de búsqueda publicada disponible en línea: http://hdl.handle.net/10020/cifa2011m30

## Relevancia
Szeemann inventó la moderna Großausstellung ("gran exposición"), en la que las obras de arte están vinculadas a un concepto central y se reúnen en interrelaciones nuevas y a menudo sorprendentes. Sus más de 200 exposiciones se caracterizaron por una gran abundancia de material y una amplia gama de temas. Puntos de referencia importantes fueron la subversión, los estilos de vida alternativos (por ejemplo Monte Verità) y la Gesamtkunstwerk («obra de arte total», el concepto de Wagner de una obra que abarca todas las artes, al que también debían sus propias exposiciones).

## Publicaciones
- Klaus Albrecht y Harald Szeemann, Egon Schiele y sus contemporáneos: pintura y dibujo austríacos de 1900 a 1930 de la Colección Leopold, Viena, Viena, Múnich: Prestel, 1989
- Elsa Longhauser y Harald Szeemann, eds. Artistas autodidactas del siglo XX: una antología estadounidense (Chronicle Books 1998). ISBN 978-0-8118-2099-8

- Datos: Q115816